# Argilloecia conoidea
Argilloecia conoidea är en kräftdjursart som beskrevs av Georg Ossian Sars 1923. Argilloecia conoidea ingår i släktet Argilloecia, och familjen Pontocyprididae. Arten är reproducerande i Sverige.